# Hiller UH-12
Die Hiller UH-12 war ein zwei- bis viersitziger leichter Beobachtungs- und Schulhubschrauber, der in beinahe allen Versionen auch bei der United States Army eingesetzt wurde, u. a. im Koreakrieg. Die Gesamtproduktion belief sich auf über 2000 Einheiten, was ihn zum kommerziell erfolgreichsten Hubschrauber von Hiller vor der Übernahme durch Fairchild machte. Bauweise, Einsatzgebiete und Leistungsspektrum lassen sich mit dem der Bell 47 vergleichen.

## Geschichte
1946 entwickelte man bei Hiller den leichten Hiller 360, mit dem 1949 der erste kommerzielle Transkontinentalflug eines Hubschraubers über die USA gelang. Der eigentlich zu schwache 131-kW-Franklin-Motor wurde dann 1950 durch ein 147-kW-Triebwerk ersetzt, gleichzeitig wurden neue Rotorblätter verwendet. Dieses Modell wurde von Hiller (mittlerweile United Helicopters) nun mit UH-12A bezeichnet. Es kamen schnell Aufträge vom US-Militär zustande: Bei der US Army wurde die UH-12A als H-23A Raven eingesetzt, bei der Navy als Schulhubschrauber HTE-1.

Hiller trieb die Entwicklung rasch voran und baute den Franklin 6V4-200-C33-Motor mit 147 oder 154,4 kW ein. Die daraus resultierende Version UH-12B war optional mit Kufenlandegestell oder Schwimmkörpern erhältlich. Die US Army orderte mehr als die Hälfte der Produktion; nachdem die UH-12A bei der Navy erfolgreich als Schulhubschrauber eingesetzt wurde, sollte nun die UH-12B bei der Army den gleichen Zweck erfüllen. Insgesamt 216 H-23B gingen zur Primary Helicopter School in Fort Wolters. Auch die Navy orderte das neue Modell: Sie wurde als HTE-2 bezeichnet und bekam statt der Kufen bzw. Schwimmkörper ein Vierrad-Fahrgestell.

Umfassende Änderungen erfuhr das 1955 erschienene Modell UH-12C. Der Franklin-Motor wurde zwar beibehalten, aber der Hauptrotor wurde praktisch neu konstruiert und der Helikopter bekam die bekannte Plexiglas-Kabine, die aufgrund ihrer bauchigen Form scherzhaft „Goldfischglas“ genannt wurde, aber eine hervorragende Rundumsicht bot. Ab 1956 gingen insgesamt 145 Einheiten als H-23C an die Army.

Bereits am 3. April 1956 flog der Prototyp der neuen UH-12-Generation, die „D“. Diese Version war speziell für das Militär entwickelt worden. Der Franklin-Motor musste dem deutlich stärkeren Lycoming-VO-435-Triebwerk mit 250 PS weichen und das Getriebe wurde verstärkt. 483 Stück dieser Version gingen an die Army (H-23D).
Bei der Army hatte man eigene Versionen entwickelt; daher war die UH-12E hier die OH-23G. Dieses Modell hatte eine noch stärkere Maschine als die UH-12D (Lycoming VO-540 mit 305 PS) und war die meistgebaute Ausführung der UH-12-Modellreihe. Sowohl bei der Army als auch bei Hiller änderten sich nun die Bezeichnungen: Die Army hatte die Kennbuchstaben OH für „Observation Helicopter“ (Beobachtungshubschrauber) eingeführt und Hiller, die von „United Helicopters“ zu „Hiller Aircraft Corporation“ umfirmiert hatten, ersetzten UH durch das ganze Wort Hiller.
1960 erschien die letzte militärisch genutzte Variante: Die Hiller 12E4. Die Kabine war um 64 cm verlängert worden und der Hubschrauber konnte nun vier Personen aufnehmen. Die Army nutzte sie für geodätische Vermessungsarbeiten und besaß 22 Exemplare, die sie als OH-23F bezeichnete.
Die letzte Entwicklungsstufe in der UH-12-Reihe war ab 1963 die Hiller 12LE, eine zivile Ausführung. Produziert und verkauft wurde diese Variante und auch noch einige der älteren Modelle bis Ende der 1960er Jahre. Es wurden Versuche unternommen, eine Pratt & Whitney Canada PT6-Turbine als Antrieb der 12LE zu nutzen, allerdings wurde dieses Projekt aufgegeben.

## Militärische Nutzer

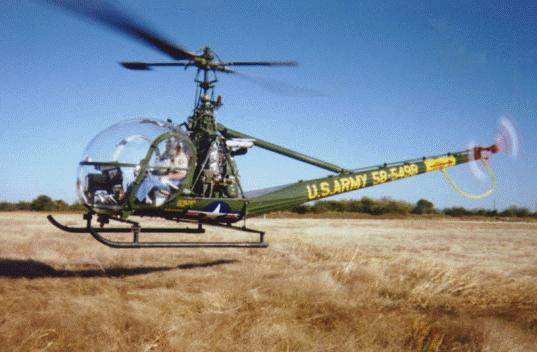
H-23D der US Army

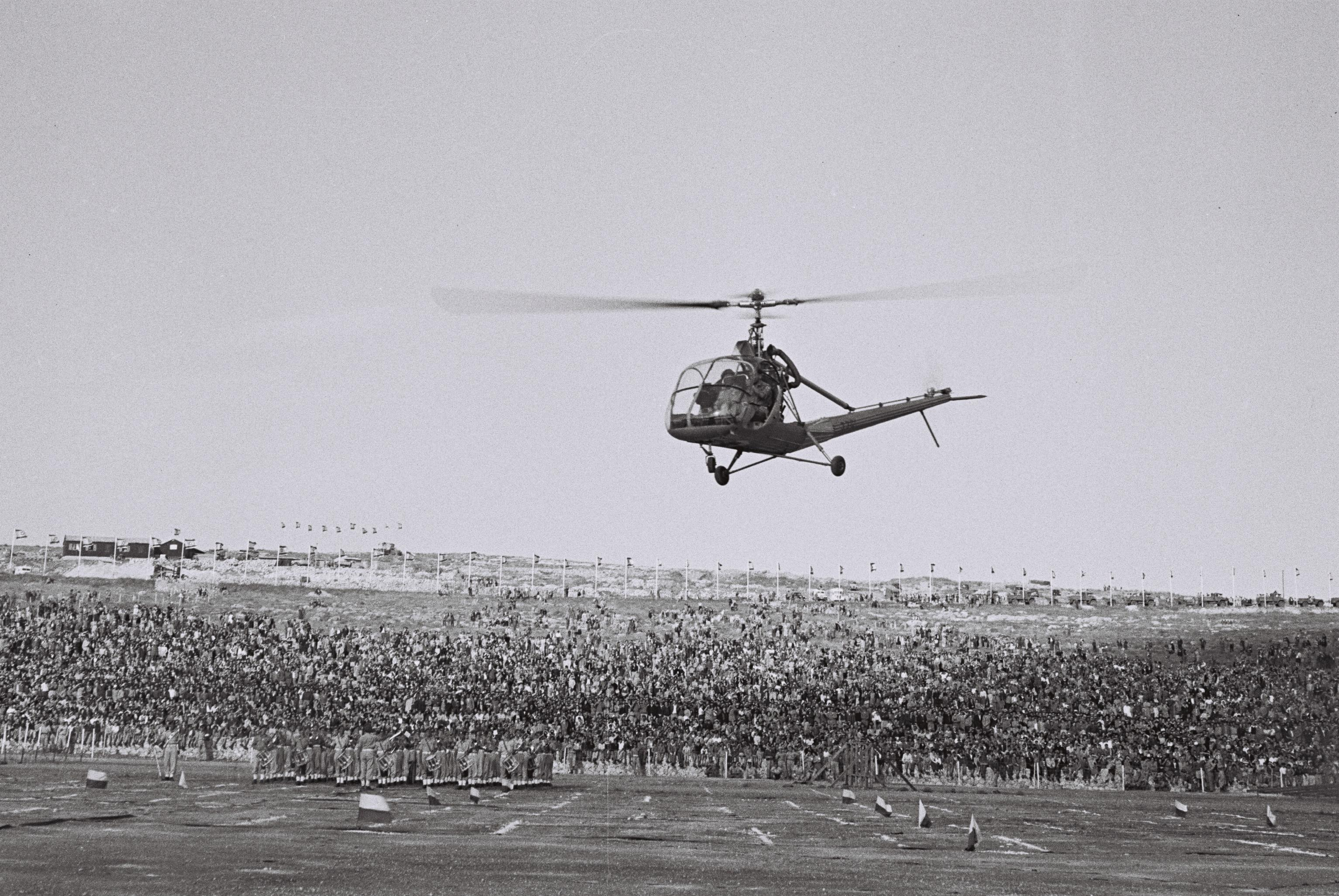
Israelischer OH-23, Jerusalem 1952

Ägypten

 Argentinien

 Biafra

 Bolivien

 Chile

 Deutschland
- Heer

 Dominikanische Republik

 Frankreich

 Guatemala

 Indonesien

 Israel

 Japan

 Kanada

 Kolumbien

 Marokko

 Mexiko

 Niederlande

 Paraguay

 Peru

 Schweiz

 Sri Lanka

 Thailand

 Uruguay

 Vereinigtes Königreich
- Royal Navy

 Vereinigte Staaten
- United States Army
- United States Navy

## Produktion
Im Rahmen des Mutual Defense Aid Program (MDAP) wurde der Hiller UH-12 auch an verbündete Länder geliefert.
Abnahme der UH-12 durch die USAF, US Army und US Navy (nur bis 1959):
| Version       | 1950 | 1951 | 1952 | 1953 | 1954 | 1955 | 1956 | 1957 | 1958 | 1959 | SUMME |
| ------------- | ---- | ---- | ---- | ---- | ---- | ---- | ---- | ---- | ---- | ---- | ----- |
| YH-23         | 1    |      |      |      |      |      |      |      |      |      | 1     |
| HTE-1 US Navy | 1    | 15   |      |      |      |      |      |      |      |      | 16    |
| HTE-2 US Navy |      |      | 35   |      |      |      |      |      |      |      | 35    |
| H-23A US Army | 5    | 89   | 2    |      |      |      |      |      |      |      | 96    |
| H-23B USAF    |      |      |      |      | 20   |      |      |      |      |      | 20    |
| H-23B US Army |      |      | 158  | 80   | 45   | 25   |      |      |      |      | 308   |
| H-23B MDAP    |      |      |      |      | 20   |      |      |      |      |      | 20    |
| H-23C US Army |      |      |      |      |      | 1    | 78   | 65   |      |      | 144   |
| H-23C MDAP    |      |      |      |      |      |      |      |      | 1    |      | 1     |
| H-23D US Army |      |      |      |      |      |      |      | 5    | 73   | 20   | 98    |
| SUMME         | 7    | 104  | 195  | 80   | 85   | 26   | 78   | 70   | 74   | 20   | 739   |

## Technische Daten

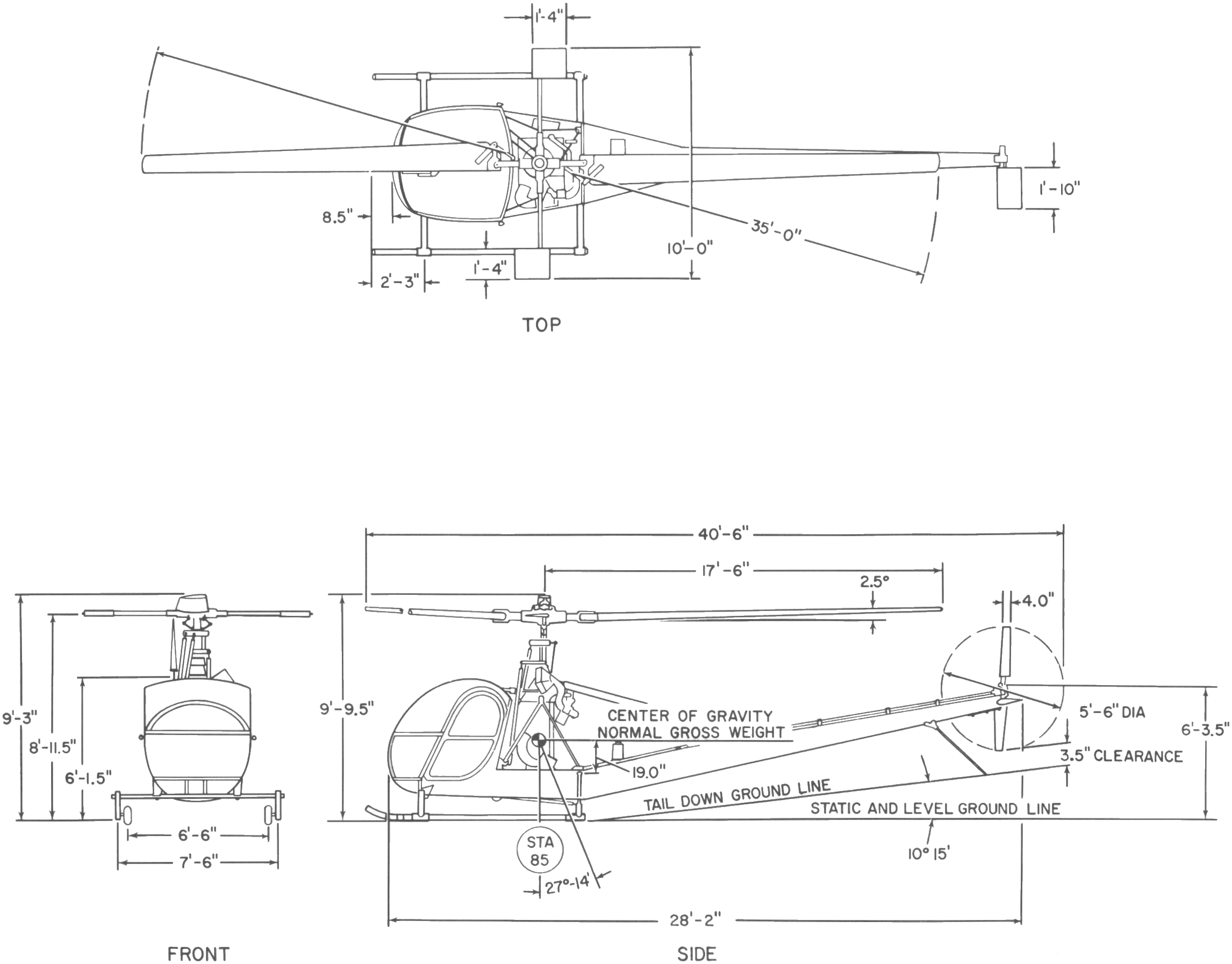
Hiller H-23 Raven

| Kenngröße                            | H-23D Raven                                           |
| ------------------------------------ | ----------------------------------------------------- |
| Baujahr                              | 1956                                                  |
| Hersteller                           | Hiller Aircraft Corporation (noch United Helicopters) |
| Besatzung                            | 1–3                                                   |
| Rotordurchmesser                     | 10,80 m                                               |
| Rumpflänge                           | 8,53 m                                                |
| Länge über alles                     | 12,40 m                                               |
| Höhe                                 | 2,98 m                                                |
| Rüstmasse                            | 807 kg                                                |
| Startmasse                           | 1270 kg                                               |
| Höchstgeschwindigkeit                | 154 km/h                                              |
| max. Schwebeflughöhe mit Bodeneffekt | 3290 m                                                |
| Dienstgipfelhöhe                     | 4940 m                                                |
| Reichweite                           | 360 km                                                |
| Triebwerk                            | 1 × Lycoming VO-540-1B mit 235,3 kW (320 PS)          |

## Sonstiges
Im James Bond Film „From Russia with Love“ wird Bond von einem UH-12E verfolgt. Er kann ihn mit Hilfe eines AR7-Gewehrs abschießen.

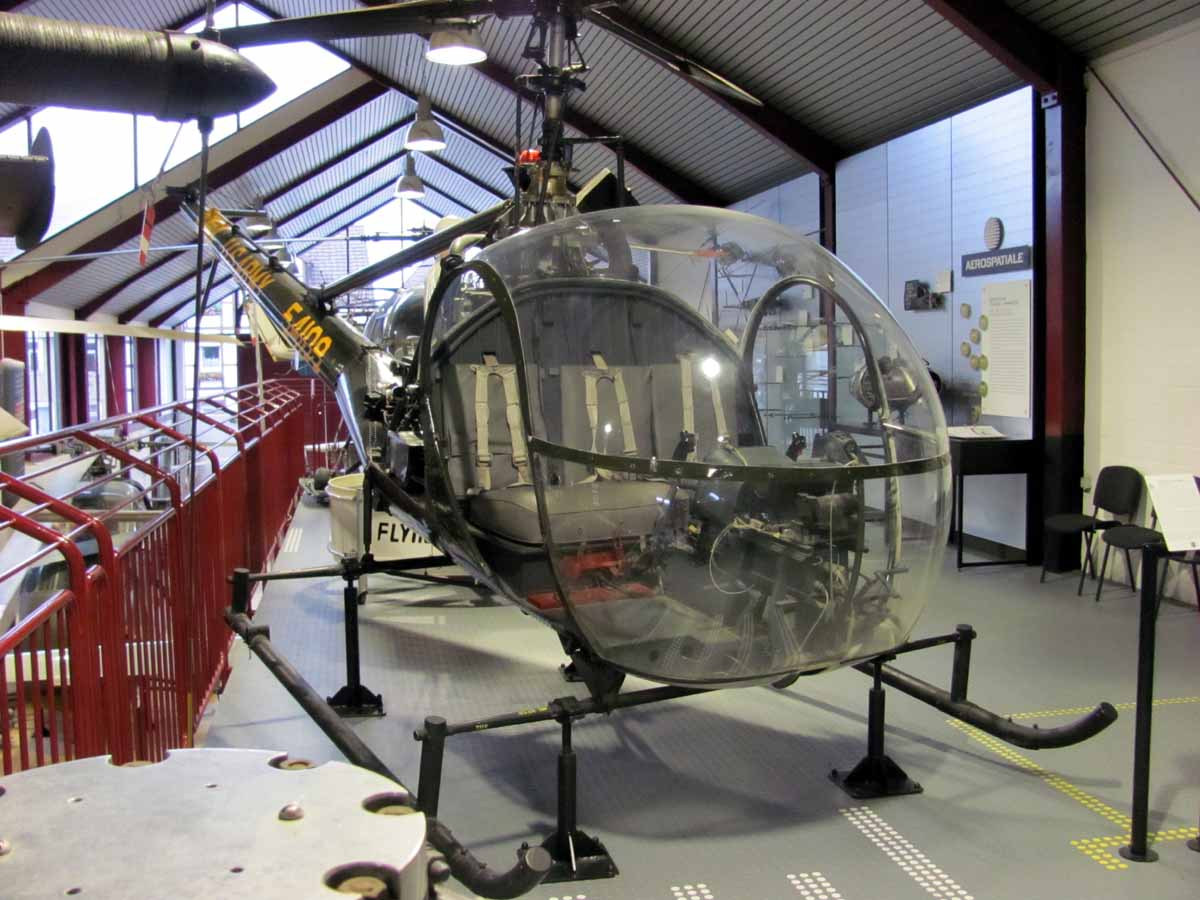
H-23C der US Army im Hubschraubermuseum Bückeburg